# Mozart!
Ne doit pas être confondu avec Mozart, l'opéra rock.
Mozart! est un spectacle musical autrichien, mis en scène par Harry Kupfer. La comédie musicale s'est jouée du 2 octobre 1999 au 7 mai 2001, au Theater an der Wien à Vienne puis en tournée en Allemagne, à Hambourg. Le spectacle s'attarde sur les combats que le célèbre compositeur Wolfgang Amadeus Mozart a dû mener pour imposer sa musique, ainsi que sa lutte avec ses propres démons.
Mozart! a été un franc succès, cumulant 419 représentations à Vienne et pas moins de 420 000 spectateurs.

## Intrigue

### Acte I
Automne 1809. Le docteur Mesmer et Constanze Nissen se rendent au cimetière Saint-Marx, dans la banlieue de Vienne. Ils se recueillent devant la tombe de Wolfgang Amadeus Mozart : cette vision les renvois dans le passé, quarante ans plus tôt, lorsque Wolfgang s'illustrait sur scène chez le docteur Mesmer...
1768. Wolfgang, bien que malade, joue devant un auditoire émerveillé, où il gagne l'admiration de tous, y compris de la baronne de Waldstatten.
Neuf ans plus tard. Le jeune Mozart, musicien prodige, subvient à ses besoins grâce à son art. Ses nouveaux revenus lui permettent de s'offrir une veste couteuse. Or, la découverte de ce vêtement hors de prix n'est pas du goût de son père Leopold, un homme austère et respectueux des castes sociales. Sur l'insistance de Nannerl, sa fille cadette, Leopold consent à laisser la veste à Wolfgang ; toutefois ses rapports avec son fils se détériorent de plus en plus...
Wolfgang s'apprête à jouer une nouvelle composition, dont il est incroyablement fier, au prince-évêque Colloredo - ce dernier est un souverain laconique, d'une nature bigote, qui exige humilité et discipline de la part ses sujets. Colloredo refuse le morceau, qu'il juge indigne de lui, et déchire les partitions.
Détruit, Wolfgang s'entretient avec son père : Leopold le laisse partir, en compagnie de sa mère, afin de construire ailleurs sa notoriété.
Cette escapade s'ébruite par Nannerl, laquelle nourrit d'immenses espoirs pour son frère. Les grandes espérances de Wolfgang sont alors une nouvelle fois brisées : le prince-archevêque, qui a entendu les rumeurs, use de son influence pour mettre un terme aux projets de Wolfgang.
Arrivé à Mannheim, Wolfgang est présenté par Fridolin et Cäcilia Weber à Aloysia, leur fille. Ils comptent sur le charme d'Aloysia et la naïveté du jeune Mozart pour subvenir à leurs besoins financiers : dans les griffes des manipulateurs, le compositeur consacre temps et argent pour sa primadonna.
Leopold, apprenant le traquenard dans lequel est tombé son fils, l'envoie directement à Paris, soucieux de le soustraire à l'emprise des Weber. La distance sera pourtant vaine : Wolfang sacrifie tout pour Aloysia et la misère dans laquelle il s'est plongé avec sa mère condamne cette dernière à la mort.
Accablé, réduit à la plus grande pauvreté, Wolfgang repart à Salzbourg. De retour chez lui, il s'associe à son père, pour la plus grande joie d'Emanuel Schikaneder, le chef d'une compagnie théâtrale.
Le compositeur rencontre à nouveau la famille Weber et apprend qu'Aloysia est mariée. Cette révélation a un effet inattendu : Wolfgang fait la connaissance de Constanze, la sœur cadette d'Aloysia, et s'éprend d'elle. Il s'installe chez les Weber.
Alors que Nannerl lui témoigne comme toujours soutien et encouragements, Leopold commence à redouter pour l'avenir de sa famille. Il craint que leur prospérité ne réside pas dans l'art.
Le prince-archevêque souhaite faire revenir le jeune Mozart à Salzbourg. Mais une audience désastreuse pousse le musicien à bout, l'incitant à se séparer de son souverain pour recouvrer sa liberté...

### Acte II
Retour en 1809. Mesmer pose des questions à Constanze sur son défunt mari, auxquelles elle se dérobe. Il se souvient de la solitude du grand compositeur.
1781. À la sortie d'un concert de Mozart, l'audience débat de son potentiel succès. Pour qu'il réussisse, tous s'accordent sur un point : il doit apprendre et surtout se plier au système.
De son côté, Wolfgang habite toujours chez les Weber et voit son amour pour Constanze croître davantage à chaque instant. Le tuteur de celle-ci et Cäcilia découvrent leur idylle : ils décident alors de piéger le compositeur et de le forcer à épouser la jeune fille ! Wolfgang est obligé d'y consentir et signe un contrat. Constanze, apprenant la machination, se révolte contre sa mère, vole le contrat et le déchire.
Au tableau suivant, Wolfgang est victime d'un cauchemar : il rêve d'un bal masqué où il est harcelé sans relâche. On l'interroge sur ce qui est aveugle, fragile, déprimé, invisible, incorruptible, infidèle, indescriptible, moindre par acharnement, moindre que la surprise, mais sauvage et plus grand quand il est partagé. Son père lui apporte la réponse : le bonheur. Lorsque Leopold disparaît, Wolfgang tente de le suivre en vain. Arrive alors la Baronne de Walstätten : elle conseille à son ancien protégé de ne pas suivre indéfiniment la trace de son père mais de grandir.
À Salzbourg, Leopold s'oppose à l'amour de sa fille, qui ne bénéficie d'aucune dot. Nannerl implore l'aide de Wolfgang, qui est prêt à lui donner cet argent. Seulement, un soir, sous l'influence néfaste de ses amis, Wolfgang s'enivre et joue aux cartes, perdant d'un même coup la somme promise...
Mozart, aux côtés de Constanze, poursuit une existence bohème et épanouissante, tout en sachant que son bonheur ne sera complet qu'à une seule condition : qu'il parvienne enfin à se réconcilier avec Leopold. Celui-ci se rend à Vienne et, non sans une certaine fierté, se rend compte de ce qu'a accompli Wolfgang. Ce dernier ambitionne désormais de libérer son père, toujours sous l'emprise de Colloredo. Il lui offre un coffret contenant de l'argent. Vivant ce cadeau comme une humiliation, Leopold jette le présent à ses pieds, furieux. Mozart accuse le coup. Ce bonheur auquel il aspirait lui semble désormais bien amer et la vie qu'il mène ne lui convient plus.
Pour sa part, Colloredo ne peut oublier Wolfgang. Il souhaite plus que tout le reprendre à son service, conscient de son erreur. Pour ce faire, il incombe cette tâche à Leopold. Sachant ses chances de réussites infimes, le père Mozart propose son petit-fils prodige en remplacement. La proposition est froidement rejetée et mène à son licenciement sans sommation.
Le succès de Wolfgang à Vienne se réduit. Ses revenus, bien qu'importants, tombent directement dans la poche de Cäcilia Weber. Sa belle-mère, toujours aussi cupide, l'entraîne dans sa ruine. Le jour où le jeune homme s'oppose à Cäcilia et refuse de payer, il apprend la mort de Leopold...
En 1789, après une discussion sur la Révolution française, Wolfgang reçoit une commande majeure pour sa carrière : celle de La Flûte enchantée. Il fait la connaissance d'une comédienne, qu'il élève au rang de muse. Inspiré par l'actrice, Mozart compose. L'œuvre s'avère un succès et le triomphe est de nouveau sien.
Mais Wolfgang est rongé par la maladie. Alors qu'il jette ses dernières forces dans son Requiem, il réalise bien vite qu'il l'écrit pour lui-même. Apparaît alors « l'enfant de porcelaine » - cet enfant prodige, incarnation spirituelle de génie de Mozart, l'a accompagné durant tout le spectacle. Ce dernier manque d'encre et plante sa plume dans le bras de Mozart pour écrire avec son propre sang. Lorsque "l'encre" commence également à manquer, l'enfant le frappe en plein cœur et Mozart meurt.
Les proches du compositeur se retrouvent autour de son corps. Nannerl retrouve le coffret que Mozart avait tenté d'offrir à Leopold. Celui-ci apparaît à présent comme un beau souvenir.

## Chansons
| 1. Prolog 2. Es ist ein Wunder 3. Menschen vergessen 4. Die Wunder sind vorüber 5. Wo bleibt Mozart? 6. Niemand liebt Dich so wie ich 7. Ah, das Fräulein Mozart 8. Schließ Dein Herz in Eisen ein 9. Eine ehrliche Familie 10. Barmherziger Gott 11. Was für ein grausames Leben 12. In Salzburg ist Winter 13. Gold von den Sternen 14. Niemand liebt Dich so wie ich (Reprise) 15. Mir ist er anvertraut 16. Wo gibt’s was zu gucken? 17. Die Hinrichtung 18. Leck mich, ich bin extraordinär 19. Alles Schwindel 20. Weil du so bist, wie du bist 21. Gibt es Musik, die nie zu Ende geht? 22. Ich bleibe in Wien! 23. Wie wird man seinen Schatten los? | 1. Prolog 2. Hier in Wien! 3. Was Liebe wirklich ist 4. Ein Liebesnest 5. Constanze! 6. Mummenschanz 7. Rätsellied 8. Mummenschanz (Reprise) 9. Der Prinz ist fort 10. Freundschaftslied 11. Irgendwo wird immer getanzt 12. Wie kann es möglich sein? 13. Brief aus Wien 14. Lieber Vater, hör nur! 15. Warum kannst Du mich nicht lieben, wie ich bin? 16. Verwirrung 17. Gold von den Sternen (Reprise) 18. Red' dich nicht raus 19. Nein, ich werde nicht mehr lügen für euch 20. Constanze, Komm! 21. Papa ist tot 22. Schließ dein Herz in Eisen ein (Reprise) 23. Was für ein grausames Leben (Reprise) 24. Der Mensch wird erst Mensch durch den aufrechten Gang 25. Irgendwo wird immer getanzt (Reprise) 26. Ein bissel für’s Hirn und ein bissel für’s Herz 27. Zauberflötenmedley 28. Mozart, Mozart! 29. Ich schmeck den Tod 30. Der Prinz ist zum König geworden (Reprise) 31. Apotheose (Instrumental) 32. Wie wird man seinen Schatten los? (Finale) |

## Discographie
- 1999 : CD du casting original autrichien
- 2004 : CD du casting original hongrois
- 2005 : CD du casting original japonais
- 2010 : CD du casting original sud-coréen
- 2015 : CD du revival autrichien

### Contenu du CD original autrichien
| 1. Prolog 2. Was für ein Kind 3. Der rote Rock 4. Wo bleibt Mozart 5. Ah, das Fräulein Mozart 6. Schließ dein Herz in Eisen ein 7. Eine ehrliche Familie 8. Was für ein grausames Leben 9. Ein bisserl für’s Hirn und ein bisserl für's Herz 10. Gold von den Sternen 11. Niemand liebt dich so wie ich 12. Sauschwanz von Drecken | 1. Der Prinz ist fort 2. Ich bleib in Wien 3. Wie wird man seinen Schatten los? 4. Hier in Wien 5. Dich kennen heißt dich Lieben 6. Mummenschanz/Rätsellied 7. Irgendwo wird immer getanzt 8. Warum kannst du mich nicht lieben? 9. Wie kann es möglich sein? 10. Der Mensch wird erst Mensch durch den aufrechten Gang 11. Mozart, Mozart! 12. Wie wird man seinen Schatten los (Finale) |

## Autour deMozart!
Mozart est représenté comme un génie déchiré dans la comédie musicale. Sa volonté de mener une vie à la fois libre et artistique s'oppose constamment à son environnement familial ou social. Un jeune garçon, surnommé « l'enfant de porcelaine », est présent aux côtés de Wolfgang durant toute la pièce : il s'agit de l'enfant prodige, double spirituel de Mozart, personnification de son côté infantile, de son talent mais aussi de sa fragilité. Il n'est visible que du compositeur et du public. Cet enfant, qui travaillera sans relâche à ses côtés, causera ainsi la mort du compositeur. Symboliquement, c'est donc son génie qui détruit Mozart.
À noter que Michael Kunze et Sylvester Levay ont travaillé ensemble sur les comédies musicales Elisabeth et Rebecca. Ces œuvres ont pour point commun avec Mozart! le traitement de personnages aspirant à la liberté mais prisonniers d'une société inadaptée à leur tempérament.
Hieronymus Colloredo tient un rôle prépondérant dans l'intrigue. Il fut, entre autres, interprété par le célèbre Uwe Kröger, une star internationale de la musique. Il est le principal antagoniste à Wolfgang : dans le morceau Wo ist Mozart ? (Où est Mozart ?), il lance la fameuse citation « Mag er geh'n, ich brauch' ihn nicht ! » (« Qu'il parte, je n'ai pas besoin de lui ! »). A la fin du second acte, il réalise que Mozart et sa musique triomphent. Sa chanson Wie kann es möglich sein ? raconte qu'il est un homme profond et religieux, qui consacra sa vie à Dieu et la logique mais que Mozart, jeune compositeur et musicien impétueux, reste finalement victorieux : « Wie kann es möglich sein, dass die Vernunft, die diese Welt erhellen soll, besiegt wird vom Zauber der Musik? » (« Comment est-il possible que la logique dont j'ai supposé illuminer ce monde soit battue par la magie de la musique ? »).

## Les productions

### Autriche-2 octobre 1999au7 mai 2001: étique originale autrichienne
- Wolfgang Amadeus Mozart : Yngve Gasoy-Romdal
- Leopold Mozart : Thomas Borchert
- Hieronymus Colloredo : Uwe Kröger
- Constanze Weber : Ruth Brauer-Kvam
- Nannerl Mozart : Caroline Vasicek
- Cäcilia Weber : Eva Maria Marold
- Baron von Waldstätten : Lenneke Willemsen
- Emanuel Schikaneder : Boris Eder
- Graf Arco : Dennis Kozeluh
- Fridolin Weber : Hans Steunzer

### Allemagne-21 septembre 2001au30 juin 2002: équipe originale allemand
- Wolfgang Amadeus Mozart : Yngve Gasoy Romdal
- Amade : Martha Kunicki
- Leopold Mozart : Ethan Freeman
- Hieronymus Colloredo : Felix Martin
- Constanze Weber : Maricel
- Nannerl Mozart : Marta Helmin
- Baron von Waldstätten : Angelika Milster
- Graf Arco : Dennis Kozeluh
- Cäcilia Weber : Nicole Berendsen
- Sophie Weber : Birgith Nath
- Aloysia Weber : Martina Rumpf
- Josepha Weber : Petra Weidenbach
- Fridolin Weber : Uli Talle
- Frau Nissen : Karin Westfal
- Docteur Mesmer : Eberhard Neitzel

### Hongrie-22 mars 2003au4 mai 2011: équipe originale hongroise

#### Fiche technique
- Théâtre : Budapesti Operettszínház
- Directeur : Kerényi Miklós Gábor
- Décorateur : Khell Csörsz
- Costumière : Velich Rita
- Chorégraphe : Lőcsei Jenő

#### Casting

Oedo Kuipers, l'interprète de Mozart dans le revival.

- Wolfgang Amadeus Mozart : Dolhai Attila, Mészáros Árpád Zsolt, Magócs Ottó
- Hieronymus Colloredo : Szabó P. Szilveszter, Németh Attila
- Constanze Weber : Szinetár Dóra, Siménfalvy Ágota, Vágó Zsuzsi
- Leopold Mozart : Földes Tamas, Pálfalvy Attila
- Nannerl Mozart : Janza Kata, Kékkovács Mara, Vágó Bernadett
- Baron von Waldstätten : Náray Erika, Füredi Nikolett, Polyák Lilla
- Emanuel Schikaneder : Bereczki Zoltán, Bálint Ádám, Szolnoki Tibor
- Graf Arco : Dézsy Szabó Gábor, Langer Soma
- Docteur Messmer : Marik Péter, Magócs Ottó
- Cäcilia Weber : Molnár Piroska, Felföldi Anikó

### Japon-8 novembre 2014au15 janvier 2015: équipe du 5erevival japonais

#### Fiche technique
- Théâtres : Théâtre Impérial (Toho) puis Umeda Arts Theater

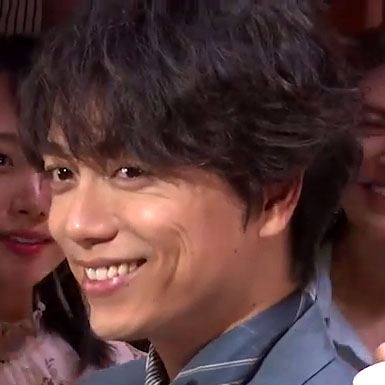
Ikusaburō Yamazaki a été récompensé au 36^{ème} Kazuo Kikuta Theater Award pour sa performance.

- Adaptation : Shūichirō Koike
- Metteur en scène : Susumu Hirota
- Décorateur : Rumi Matsui
- Costumier : Jun Arimura
- Chorégraphe : Kiyomi Maeda
- Sortie DVD et blu-ray : 2014

#### Casting
- Wolfgang Amadeus Mozart : Yoshio Inoue / Ikusaburō Yamazaki
- Leopold Mozart : Masachika Ichimura
- Nannerl Mozart : Mari Hanafusa
- Constanze Weber : Sonim / Hirano Aya
- Hieronymus Colloredo : Yūichirō Yamaguchi
- Baronne von Waldstätten : Koju Tatsuki / Sumire Haruno
- Cäcilia Weber : Satomi Achiwa
- Graf Arco : Junichi Takeoka
- Emanuel Schikaneder : Keigo Yoshino
- L'enfant de porcelaine : Uchida Mirai / Kakihara / Rinka Hiura / Minako

### Autriche-24 septembre 2015au20 mars 2016: équipe du revival autrichien

#### Fiche technique
- Théâtre : Raimund Theater
- Metteur en scène : Harry Kupfer
- Décorateur : Hans Schavernoch
- Costumière : Yan Tax
- Chorégraphe : Dennis Callahan
- Sortie DVD et blu-ray : 2016

#### Casting
- Wolfgang Amadeus Mozart : Oedo Kuipers
- Amade : Illia Hollweg / Sophie Wilfert / Max Dörflinger / Lucas MacGregor (en alternance)
- Leopold Mozart : Marc Clear
- Hieronymus Colloredo : Mark Seibert
- Constanze Weber : Franziska Schuster
- Nannerl Mozart : Barbara Obermeier
- Baron von Waldstätten : Ana Milva Gomes
- Graf Arco : Jon Geoffrey Goldsworthy
- Cäcilia Weber : Brigitte Oelke
- Sophie Weber : Laura Friedrich Tejero
- Aloysia Weber : Karolin Konert
- Josepha Weber : Rebecca Soumagné
- Fridolin Weber : Stefan Poslovski
- Emanuel Schikaneder :  Johannes Glück

### Corée du Sud-16 juin 2020au20 août 2020: équipe du revival sud-coréen
- Wolfgang Amadeus Mozart : Park Eun-tae / Junsu Kim / Park Kanghyun
- Constanze Weber : Sohyang Kim / Yeonji Kim / Hannah
- Hieronymus Colloredo : Youngki Min / Son Jun-ho
- Leopold Mozart : Yun Young-seok / Kyungsoo Hong
- Baron von Waldstätten : Shin Youngsook / Kim So Hyun
- Nannerl Mozart : Sumi Jeon / Bae Da-hae
- Cäcilia Weber : Young Joo Kim / Joo Ah
- Emmanuel Schikaneder : Moon Sungyuk / Shin In-Seon
- Graf Arco : Sangjun Lee
- L'enfant de porcelaine : Lee Si-mok / Kim Seung-hoo / Seojun Lee

### Japon-8 avril 2021au7 juin 2021: équipe du 7erevival japonais

#### Fiche technique
- Théâtres : Théâtre Impérial (Toho), Umeda Arts Theater, puis Théâtre des arts culturels de Sapporo
- Adaptation : Shūichirō Koike
- Metteur en scène : Susumu Hirota
- Décorateur : Rumi Matsui
- Costumier : Jun Arimura
- Chorégraphe : Kiyomi Maeda
- Sortie DVD et blu-ray : 2021

#### Casting
- Wolfgang Amadeus Mozart : Ikusaburō Yamazaki / Yūta Furukawa
- Leopold Mozart : Masachika Ichimura
- Nannerl Mozart : Mio Kazune
- Constanze Weber : Haruka Kinoshita
- Hieronymus Colloredo : Yūichirō Yamaguchi
- Baron von Waldstätten : Suzukaze Mayo / Kaju Tatsuki
- Cäcilia Weber : Satomi Achiwa
- Graf Arco : Yutaka Abe
- Emanuel Schikaneder : Yuusuke Toyama
- L'enfant de porcelaine : Noai Shitara / Tsuruoka Ran Kusunoki / Youko Fukamachi

### Autres productions
- Japon : Tokyo et Osaka (2002)
- Suède : Karlstad (2005)
- Japon : Osaka, Tokyo, Nagoya, Fukuoka (2005)
- Japon : Tokyo (2007)
- Allemagne : Zwickau, Plauen (2008)
- République tchèque : Brno (2009)
- Corée du Sud : Séoul (2010)
- Japon : Tokyo, Osaka, Kanazawa (2010-2011)
- Japon : Tokyo, Osaka, Nagoya (2018)